# Ginolhac
Ginolhac (en francès Génolhac) és un municipi francès situat al departament del Gard i a la regió d'Occitània.